# Arcturocheres gaussicola
Arcturocheres gaussicola är en kräftdjursart som beskrevs av Schultz 1980. Arcturocheres gaussicola ingår i släktet Arcturocheres och familjen Cabiropidae. Inga underarter finns listade i Catalogue of Life.